# Drepanis
Drepanis – rodzaj ptaków z rodziny łuszczakowatych (Fringillidae).

## Występowanie
Rodzaj obejmuje gatunki występujące na Hawajach.

## Morfologia
Długość ciała 15 cm, masa ciała samców 19,9 g, samic 16,7 g (wymiary dotyczą jedynego żyjącego przedstawiciela rodzaju).

## Systematyka

### Etymologia
Nazwa rodzajowa pochodzi od greckiego słowa δρεπανη drepanē lub δρεπανηις drepanēis – „sierp” (δρεπω drepō – „rwać”).

### Gatunek typowy
Certhia pacifica Gmelin

### Podział systematyczny
Do rodzaju należą następujące gatunki:
- Drepanis coccinea (J.G. Forster, 1780) – hawajka cynobrowa
- Drepanis pacifica (J.F. Gmelin, 1789) – hawajka żółtorzytna – takson wymarły, nie odnotowano żadnego osobnika od 1898 roku[7].
- Drepanis funerea A. Newton, 1894 – hawajka czarna – takson wymarły, ostatni okaz znaleziono w 1907 roku[8].